# Борьба бронтозавра с цератозаврами
«Борьба бронтозавра с цератозаврами» (в просторечии «Бронтя» или «Бронтик») — скульптурная композиция 1932 года в городе Саки, Крым. В качестве одного из символов города изображена на гербе Сак.

## Описание
Памятник изображает растительноядного бронтозавра, борющегося с хищными цератозаврами. Скульптура выполнена из ксилолита (смеси древесных опилок и магнезиального цемента), который выпускал Сакский химический завод.

## История

Борьба бронтозавра с цератозаврами, 1941 год, оригинальный вид до повреждений

Автором скульптурной композиции является Сергей Александрович Лихошерстов (1893—1940). Различные источники называют местом его рождения Севастополь или Евпаторию. Лихошерстов учился на естественнонаучном факультете Харьковского университета. В 1920 году он вернулся в Крым, где с 1925 года являлся научным сотрудником Евпаторийского краеведческого музея. Занимался созданием скульптур динозавров. Из всех работ Лихошерстова, кроме скульптуры борьбы бронтозавра с цератозаврами, сохранился один барельеф в Севастополе; остальные его работы запечатлены на различных открытках.

Директор Музея краеведения и истории грязелечения Марина Задорожная указывает, что в работе над памятником также принимал участие парковый смотритель Константин Водзинский. Первоначально Лихошерстов получил задание выполнить памятник «Рабочий на постаменте», который он изготовил раньше срока, после чего приступил к воплощению своей собственной идеи — скульптуры бронтозавра. Скульптурная композиция была установлена в 1932 году на берегу искусственного пруда «Чёрное море», который своей формой повторяет контуры водоёма в Сакском курортном парке рядом с корпусами санаториев имени Бурденко и «Саки». Данная скульптура стала вторым в мире (после скульптуры в Лондоне) и первым в СССР памятником динозавру. 

Герб Сак

В годы Великой Отечественной войны был повреждён хвост бронтозавра. В 1982 году по инициативе главного врача объединения санаторно-курортных учреждений А. Н. Пилецкого была проведена реставрация памятника, которую выполнили сотрудники Крымского художественного комбината — ваятель Нина Петрова и чеканщики А. Черкасова и Д. Шевчук. В ходе реставрации были изменены пропорции скульптуры, а сами динозавры были покрыты листами кованой меди. До реставрации бронтозавра ежегодно красили в зелёный цвет с красной полосой, изображающей кровь.
29 апреля 2005 года Сакский городской совет утвердил герб города, на котором был изображён бронтозавр — ставший символом города. В связи с этим Саки является единственным городом в Европе, на гербе которого изображён динозавр.
В 2020 году скульптура стала недоступной для осмотра, поскольку частная компания оградила прилегающую территорию забором.